# 일리치 라미레스 산체스

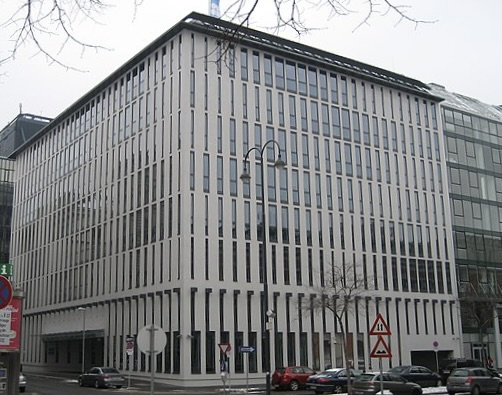

일리치 라미레스 산체스(스페인어: Ilich Ramírez Sánchez, 1949년 10월 12일 ~ )는 베네수엘라의 게릴라 활동가로, 일명 카를로스 더 자칼(Carlos the Jackal), 또는 간단히 카를로스(Carlos)라고 불린다.
1973년부터 1984년에 걸쳐 14건의 테러 사건에 관여하고 세계적으로 83명을 살해했으며 100명을 부상시켰으며, 극좌 테러 그룹을 지휘하여 인터폴에서 가장 중요한 지명 수배를 받고 있었다. 1994년에 잠복처에서 체포되었다. 별명인 자칼은 1971년에 발표된 프레더릭 포사이스의 소설 《자칼의 날》에서 유래한다.

## 내력
베네수엘라 카라카스에서 자산가의 3남매 중 장남으로 태어났다. 카라카스의 명문 학교에서 배운 뒤 14세에 공산주의 청년단에 입당하였으며, 그 후 영국에 유학하고 런던에서 유학 생활을 보냈다.
1968년에 공산주의자인 아버지의 도움을 받아 소비에트 사회주의 공화국 연방의 수도인 모스크바에 있는 러시아 민족 우호 대학교에 유학하였다.